# 巴特弗斯勞
巴特弗斯勞是奧地利的城鎮，位於該國東北部，距離首都維也納35公里，由下奧地利州負責管轄，面積36.74平方公里，海拔高度276米，2012年人口11,360。

## 外部連結
- Town website （页面存档备份，存于） (in German)